# ویلتن (مین)
ویلتن(به انگلیسی: Wilton) شهری در ایالت مین کشور ایالات متحده آمریکا است که جمعیت آن در سرشماری سال ۲۰۱۰ میلادی، ۲٬۱۹۸ نفر بوده‌است.

## نگارخانه

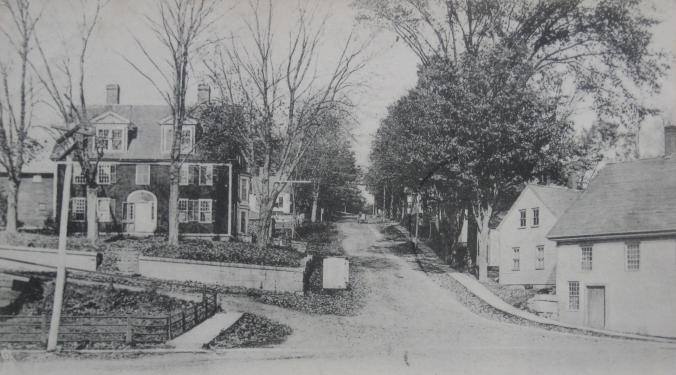
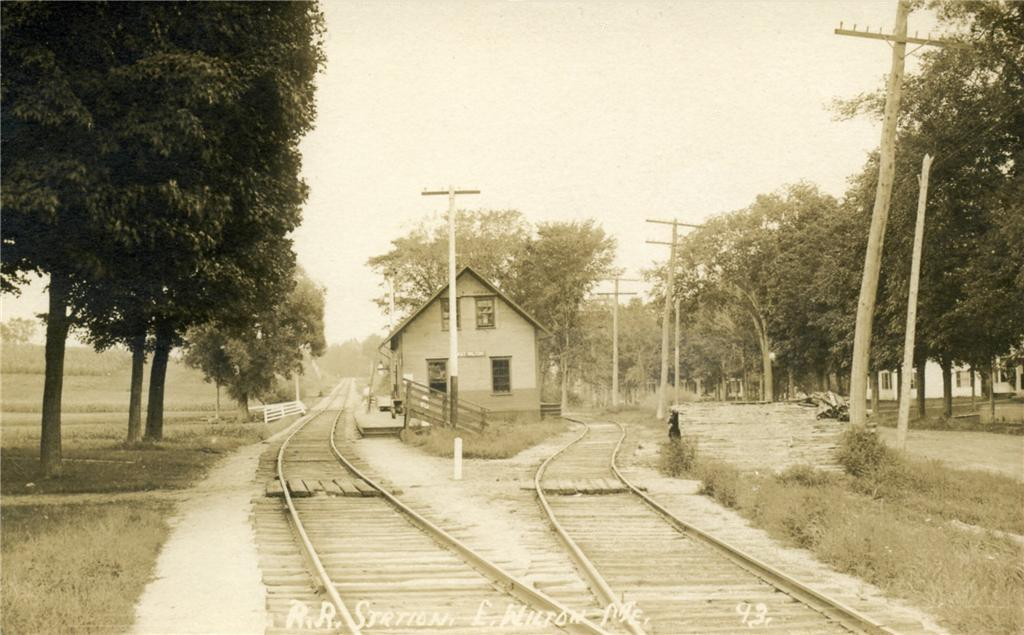
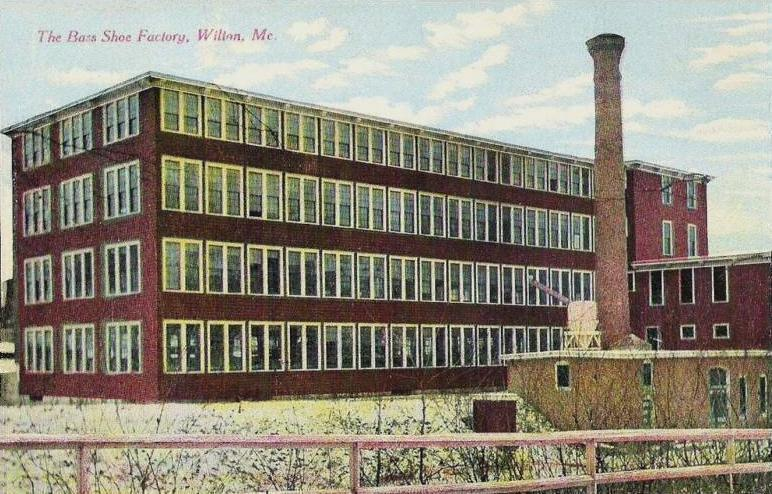
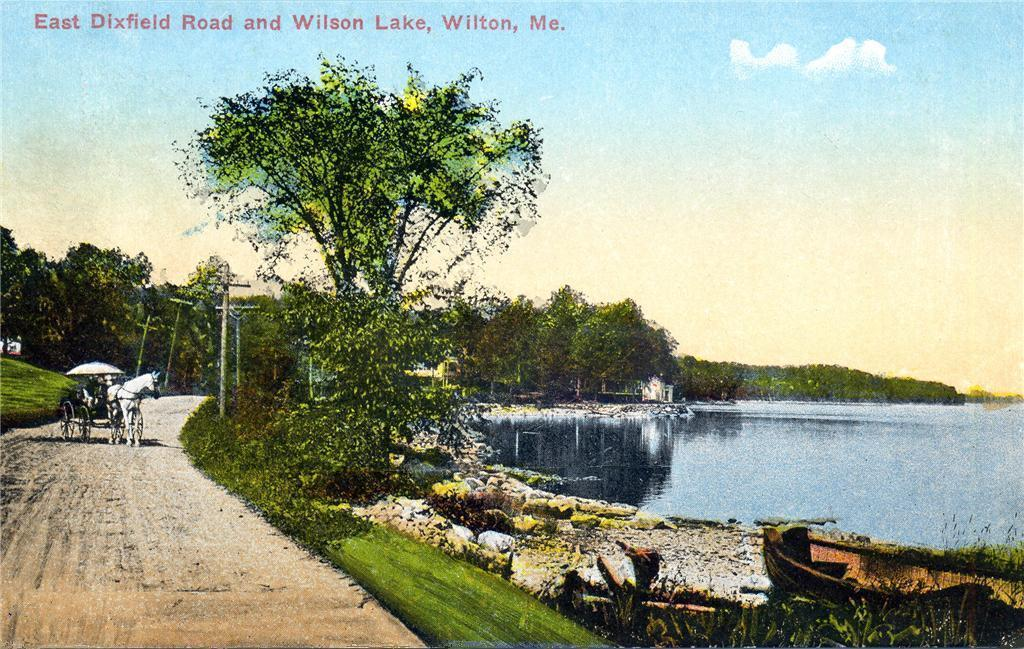